# Río María Linda
Río María Linda är ett vattendrag i Guatemala.   Det ligger i departementet Departamento de Escuintla, i den södra delen av landet, 80 km söder om huvudstaden Guatemala City.